# Hotkóc

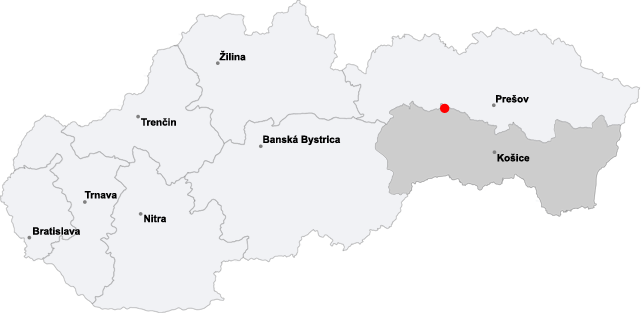
Zsigra helye Szlovákiában

Hotkóc (szlovákul Hodkovce) Zsigra településrésze Szlovákiában, a Kassai kerület Iglói járásában.

## Fekvése
Lőcsétől 15 km-re, Szepesváraljától 3 km-re délkeletre, Zsigra központjától másfél km-re északnyugatra fekszik.

## Története
1293-ban említik először, Szepes várának tartozéka volt. A birtokot 1780-ban vette meg a Csáky család és a korábbi, 17. századi udvarházat pompás kastéllyá építtette ki.
A 18. század végén Vályi András így ír róla: „HOTKÓCZ. Új Major. Szabad puszta Szepes Várm. földes Ura G. Csáky Uraság, fekszik Zsegrének szomszédságában; és annak filiája.”
Fényes Elek 1851-ben kiadott geográfiai szótárában így ír a faluról: „Hotkócz, tót falu, Szepes vármegyében, egy szép termékeny vidéken, Szepesváraljához délre 1/4 mfdnyire: 115 kath., 13 evang. lak. Ékesiti az uraság csinos izlésü kastélya, s nézésre méltó pompás kertje. F. u. gr. Csáky; s feje egy uradalomnak. Ut. p. Lőcse.”
A 19. század második felében csatolták Zsigrához. A trianoni diktátumig területe Szepes vármegye Szepesváraljai járásához tartozott.

## Nevezetességei
- A Csáky-kastély 1702-ben épült, mai romantikus formáját 1860-ban kapta. Megmaradt a kastély előtti franciakert, ezt három oldalról fogta közre az angolkert, melynek kialakítását a 18. század végén kezdték el.
- Határában van a Drevenik-hegy festői sziklafala, valamint cseppkő- és jégbarlangja.
- Szepesvárat, a „trianon előtti” Magyarország legnagyobb területű várát a községből felvezető turistaúton lehet megközelíteni.

## Külső hivatkozások
- A hotkóci kastély rövid ismertetője
- Rövid leirás szlovák és angol nyelven
- Hotkóc Szlovákia térképén

## Lásd még
- Zsigra